# Mobbed
Mobbed is een Amerikaans verborgencamera-realityprogramma op televisie waarin gebruik wordt gemaakt van flashmobs als onderdeel van het spektakel om een belangrijke persoonlijke boodschap over te brengen. Het programma werd bedacht door Howie Mandel, Darryl Trell en Howard Kitrosser en werd op 31 maart 2011 als eenmalige speciale aflevering uitgezonden op Fox. Dit was vervolgens de première van de serie die in november 2011 van start ging. Het programma wordt gepresenteerd door Mandel en de choreografie door Tabitha en Napoleon D'umo.

## Opzet
Het uitgangspunt van het programma is om met verborgen camera's en flashmobs te gebruiken als onderdeel van het overbrengen van een belangrijke persoonlijke boodschap. Deelnemers zijn mensen die graag iets belangrijks aan een vriend of geliefde willen openbaren. Deze vriend of geliefde gaat door momenten van verwarring terwijl de mensen om hen plotseling voor hun ogen synchroon gaan dansen. Tegen het einde van een aflevering hebben ze kennisgenomen van een geheim dat iets kan zijn van een huwelijksaanzoek, het nieuws van een zwangerschap, de terugkeer van een verloren familielid of een moment van verzoening.

## Geschiedenis
Mobbed werd voor het eerst uitgezonden op Fox op 31 maart 2011 als een eenmalige televisiespecial direct na American Idol. Na het trekken van 10,8 miljoen kijkers besloot Fox om nog acht afleveringen te bestellen.
De tweede aflevering werd uitgezonden 13 november 2011, meer dan een half jaar later. Nog vier afleveringen werden uitgezonden in 2012, twee in januari en twee in februari.
Na diverse aankondigingen die de terugkeer in juli 2012 aangaven, kondigde Fox op 15 november 2012 aan dat nieuwe afleveringen in januari 2013 zouden worden uitgezonden.
In 2013 werd de serie in Nederland uitgezonden op Net5.

## Afleveringen
| Episode | Titel                        | Uitzenddatum VS  |  |
| --- | ---------------------------- | ---------------- |  |
| 1 | Pilot                        | 31 maart 2011    |  |
| De dromen van Nikki komen uit als haar vriendje Justin haar een aanzoek doet en ze daarna te midden van een flashmob trouwen. |                              |                  |  |
| 2 | A Father's Apology           | 23 november 2011 |  |
| Een vader hoopt na ooit zijn vrouw en dochter verlaten te hebben om na verontschuldigingen naar zijn vrouw weer in het leven van zijn dochter te mogen komen.                                                                         |                              |                  |  |
| 3 | I Love You & We've Never Met | 4 januari 2012   |  |
| Steve Soboslai van de in Pittsburgh gezetelde poppunkband Punchline krijgt hulp om zijn ware gevoelens te openbaren aan zijn beste langeafstandsvriendin van de afgelopen vijf jaar die hij nog nooit ontmoet heeft.                  |                              |                  |  |
| 4 | My Secret Child              | 11 januari 2012  |  |
| Een vrouw onthult geheimen aan haar familie, waaronder nieuws over haar huwelijk dat al zes jaar voorbij is en het feit dat ze een 6-jarige zoon heeft die nog nooit zijn grootmoeder heeft ontmoet.                                  |                              |                  |  |
| 5 | Brawling Brothers            | 1 februari 2012  |  |
| Tim Jarzabek van de band "NO" poogt om een vete met zijn broer en bandlid Nick Jarzabek te verzoenen met hulp van Art Alexakis van de band Everclear, de danscrew FORMALity, drummer DJ Ravi en rapper Ace Hood.                      |                              |                  |  |
| 6 | A Father Lost For 37 Years   | 8 februari 2012  |  |
| Een 37-jarige man vraagt het team om te helpen hem te herenigen met zijn vader die hij nog nooit heeft ontmoet. In plaats van mobbing de vader, draait het team de rollen om en verrast de man met zijn vader midden in een flashmob. |                              |                  |  |
| 7 | You Saved My Life            | 2 januari 2013   |  |
| Een vader heeft zijn leven in dienst gesteld van de gemeenschap als brandweerman en -commandant, en hij maakt kennis met de mensen waar de organen van een van zijn vroeg overleden dochters terecht zijn gekomen.                    |                              |                  |  |
| 8 | Hot for Teacher              | 2 januari 2013   |  |
| Een leraar wil aan een medeleraar, met wie ze het klaslokaal de helft van de dag deelt, kenbaar maken dat ze van hem houdt. |                              |                  |  |
| 9 | We're Having A Baby          | 3 januari 2013   |  |
| Een paar probeert al vijf jaar een baby te krijgen, wat steeds niet lukt. Zij had de moed al opgegeven, terwijl haar man er steeds in bleef geloven. Uiteindelijk lukt het haar toch en wil haar man hiermee verrassen.               |                              |                  |  |
| 10 | Marry Me Now or It's Over    | 3 januari 2013   |  |
| Een 50-jarige vrouw wil haar langdurige vriendje een ultimatum stellen: trouwen of uit elkaar. |                              |                  |  |
| 11 | You're Fired                 | 10 januari 2013  |  |
| Een baas plant een verrassing voor een werknemer voor zijn harde werk en sterke karakter met de hulp van duizenden. |                              |                  |  |